# Lijst van voetbalinterlands Engeland - Portugal
Deze lijst van voetbalinterlands is een overzicht van alle officiële voetbalwedstrijden tussen de nationale teams van Engeland en Portugal. De landen speelden tot op heden 23 keer tegen elkaar. De eerste ontmoeting, een vriendschappelijke wedstrijd, werd gespeeld in Lissabon op 25 mei 1947. Het laatste duel, eveneens een vriendschappelijke wedstrijd, vond plaats op 2 juni 2016 in Londen.

## Wedstrijden
| №  | Plaats        | Datum            | Competitie           | Wedstrijd           | Uitslag |
| -- | ------------- | ---------------- | -------------------- | ------------------- | ------- |
| 1  | Lissabon      | 25 mei 1947      | Vriendschappelijk    | Portugal – Engeland | 0 – 10  |
| 2  | Lissabon      | 14 mei 1950      | Vriendschappelijk    | Portugal – Engeland | 3 – 5   |
| 3  | Liverpool     | 19 mei 1951      | Vriendschappelijk    | Engeland – Portugal | 5 – 2   |
| 4  | Porto         | 22 mei 1955      | Vriendschappelijk    | Portugal – Engeland | 3 – 1   |
| 5  | Londen        | 7 mei 1958       | Vriendschappelijk    | Engeland – Portugal | 2 – 1   |
| 6  | Lissabon      | 21 mei 1961      | WK 1962 kwalificatie | Portugal – Engeland | 1 – 1   |
| 7  | Londen        | 25 oktober 1961  | WK 1962 kwalificatie | Engeland – Portugal | 2 – 0   |
| 8  | Lissabon      | 17 mei 1964      | Vriendschappelijk    | Portugal – Engeland | 3 – 4   |
| 9  | São Paulo     | 4 juni 1964      | Vriendschappelijk    | Engeland – Portugal | 1 – 1   |
| 10 | Londen        | 26 juli 1966     | WK 1966              | Engeland – Portugal | 2 – 1   |
| 11 | Londen        | 10 december 1969 | Vriendschappelijk    | Engeland – Portugal | 1 – 0   |
| 12 | Lissabon      | 3 april 1974     | Vriendschappelijk    | Portugal – Engeland | 0 – 0   |
| 13 | Londen        | 20 november 1974 | EK 1976 kwalificatie | Engeland – Portugal | 0 – 0   |
| 14 | Lissabon      | 19 november 1975 | EK 1976 kwalificatie | Portugal – Engeland | 1 – 1   |
| 15 | Monterrey     | 3 juni 1986      | WK 1986              | Engeland – Portugal | 0 – 1   |
| 16 | Londen        | 12 december 1995 | Vriendschappelijk    | Engeland – Portugal | 1 – 1   |
| 17 | Londen        | 22 april 1998    | Vriendschappelijk    | Engeland – Portugal | 3 – 0   |
| 18 | Eindhoven     | 12 juni 2000     | EK 2000              | Engeland – Portugal | 2 – 3   |
| 19 | Birmingham    | 7 september 2002 | Vriendschappelijk    | Engeland – Portugal | 1 – 1   |
| 20 | Faro          | 18 februari 2004 | Vriendschappelijk    | Portugal – Engeland | 1 – 1   |
| 21 | Lissabon      | 24 juni 2004     | EK 2004              | Portugal – Engeland | 2 – 2   |
| 22 | Gelsenkirchen | 1 juli 2006      | WK 2006              | Engeland – Portugal | 0 – 0   |
| 23 | Londen        | 2 juni 2016      | Vriendschappelijk    | Engeland – Portugal | 1 – 0   |

## Samenvatting
| Competitie        | Totaal gespeeld | Winst Engeland | Gelijk | Winst Portugal | Doelsaldo Engeland – Portugal |
| ----------------- | --------------- | -------------- | ------ | -------------- | ----------------------------- |
| WK-eindronde      | 3               | 1              | 1      | 1              | 2 − 2                         |
| WK-kwalificatie   | 2               | 1              | 1      | 0              | 3 − 1                         |
| EK-eindronde      | 2               | 0              | 1      | 1              | 4 − 5                         |
| EK-kwalificatie   | 2               | 0              | 2      | 0              | 1 − 1                         |
| Vriendschappelijk | 14              | 8              | 5      | 1              | 36 − 16                       |
| Totaal            | 23              | 10             | 10     | 3              | 46 − 25                       |

Wedstrijden bepaald door strafschoppen worden, in lijn met de FIFA, als een gelijkspel gerekend.

## Details

### Eerste ontmoeting
| Vriendschappelijk (Lissabon, Portugal, 25 mei 1947): |            | |
| Portugal                                             | 0 – 10     | Engeland |
|                                                      | doelpunten | 1' Stan Mortensen 2' Thomas Lawton 11' Thomas Lawton 21' Tom Finney 38' Thomas Lawton 59' Stan Mortensen 61' Thomas Lawton 71' Stan Mortensen 77' Stan Mortensen 85' Stanley Matthews |

### Twaalfde ontmoeting
| Vriendschappelijk (Lissabon, Portugal, 3 april 1974): |            |          |
| Portugal                                              | 0 – 0      | Engeland |
|                                                       | doelpunten |          |

### Dertiende ontmoeting
| EK 1976 kwalificatie (Londen, Verenigd Koninkrijk, 20 november 1974): |            |          |
| Engeland                                                              | 0 – 0      | Portugal |
|                                                                       | doelpunten |          |

### Zeventiende ontmoeting
| Vriendschappelijk (Londen, Engeland, 22 april 1998):  |            |          |
| Engeland                                              | 3 – 0      | Portugal |
| Alan Shearer 5' Teddy Sheringham 46' Alan Shearer 65' | doelpunten |          |

### Achttiende ontmoeting
| EK 2000 (Eindhoven, Nederland, 12 juni 2000):                                                                                               |              | |
| Portugal | 3 – 2        | Engeland |
| Luís Figo 22' João Pinto 37' Nuno Gomes 59'                                                                                                 | doelpunten   | 3' Paul Scholes 18' Steve McManaman |
| Humberto Coelho | bondscoach   | Kevin Keegan |
| Vítor Baía Jorge Costa José Luís Vidigal Fernando Couto Luís Figo João Pinto 75' Rui Costa 85' Dimas Abel Xavier Paulo Bento Nuno Gomes 89' | opstellingen | David Seaman Gary Neville Phil Neville Sol Campbell 82' Tony Adams David Beckham Paul Scholes Alan Shearer 46' Michael Owen 58' Steve McManaman Paul Ince |
| Sérgio Conceição 75' Beto 85' Capucho 89'                                                                                                   | wissels      | 46' Emile Heskey 58' Dennis Wise 82' Martin Keown |
| Vítor Baía 89' | gele kaarten | 45' Paul Ince |

### 22ste ontmoeting
| kwartfinale WK 2006 (Gelsenkirchen, Duitsland, 1 juli 2006):                                                                                             |                     | |
| Engeland | 0 – 0               | Portugal |
| | doelpunten          | |
| Frank Lampard Owen Hargreaves Steven Gerrard Jamie Carragher                                                                                             | strafschoppen 1 – 3 | Simao Sabrosa Hugo Viana Petit Hélder Postiga Cristiano Ronaldo                                                                         |
| Sven-Göran Eriksson | bondscoach          | Luiz Felipe Scolari |
| Paul Robinson Gary Neville Ashley Cole Steven Gerrard Rio Ferdinand John Terry David Beckham 52' Frank Lampard Wayne Rooney Joe Cole 65' Owen Hargreaves | opstellingen        | Ricardo Pereira Fernando Meira 86' Luís Figo Petit 63' Pauleta Miguel Nuno Valente Ricardo Carvalho Cristiano Ronaldo Maniche 74' Tiago |
| Aaron Lennon 52' 119' Peter Crouch 65' Jamie Carragher 119'                                                                                              | wissels             | 63' Simao Sabrosa 74' Hugo Viana 86' Hélder Postiga                                                                                     |
| John Terry 30' Owen Hargreaves 107' | gele kaarten        | 44' Petit |
| Wayne Rooney 62' | rode kaarten        | |

FA · A-internationals · Selecties · Bondscoaches · Engels vrouwenelftal · Brits olympisch elftal · Engeland -21 · Engeland -20 · Engeland -19 · Engeland -18 · Engeland -17 · Engeland -16 · Vrouwen -17
1872 – 1899 ·
1900 – 1919 ·
1920 – 1929 ·
1930 – 1939 ·
1940 – 1949 ·
1950 – 1959 ·
1960 – 1969 ·
1970 – 1979 ·
1980 – 1989 ·
1990 – 1999 ·
2000 – 2009 ·
2010 – 2019 ·
2020 − 2029
EK's: 1968 ·
1980 ·
1988 ·
1992 ·
1996 ·
2000 ·
2004 ·
2012 · 
2016 · 
2020 · 
2024
WK's: 1950 ·
1954 ·
1958 ·
1962 ·
1966 ·
1970 ·
1982 ·
1986 ·
1990 ·
1998 ·
2002 ·
2006 ·
2010 ·
2014 ·
2018 · 
2022
Albanië ·
Algerije ·
Andorra ·
Argentinië ·
Australië ·
Azerbeidzjan ·
België ·
Bosnië en Herzegovina ·
Brazilië ·
Bulgarije ·
Canada ·
Chili ·
China ·
Colombia ·
Costa Rica ·
Cyprus ·
Denemarken ·
DDR · 
Duitsland ·
Ecuador ·
Egypte ·
Estland ·
Finland ·
Frankrijk ·
Georgië ·
Ghana ·
GOS ·
Griekenland ·
Honduras ·
Hongarije ·
Ierland ·
IJsland · 
Iran ·
Israël ·
Italië ·
Ivoorkust ·
Jamaica ·
Japan ·
Joegoslavië ·
Kameroen ·
Kazachstan ·
Koeweit ·
Kosovo ·
Kroatië ·
Liechtenstein ·
Litouwen ·
Luxemburg ·
Maleisië ·
Malta ·
Marokko ·
Mexico ·
Moldavië ·
Montenegro ·
Nederland ·
Nieuw-Zeeland ·
Nigeria ·
Noord-Ierland ·
Noord-Macedonië ·
Noorwegen ·
Oekraïne ·
Oostenrijk ·
Panama · 
Paraguay ·
Peru · 
Polen ·
Portugal ·
Roemenië ·
Rusland ·
San Marino · 
Saoedi-Arabië ·
Schotland ·
Senegal ·
Servië ·
Servië en Montenegro · 
Slovenië ·
Slowakije ·
Sovjet-Unie ·
Spanje ·
Trinidad en Tobago ·
Tsjechië ·
Tsjecho-Slowakije ·
Tunesië ·
Turkije ·
Uruguay ·
Verenigde Staten ·
Wales ·
Wit-Rusland ·
Zuid-Afrika ·
Zuid-Korea ·
Zweden ·
Zwitserland
Algerije (2010) · 
Argentinië (1986) · 
Argentinië (1998) · 
Argentinië (2002) · 
België (1990) · 
België (2018, 1) · 
België (2018, 2) · 
Brazilië (2002) · 
Colombia (1998) ·
Colombia (2018) ·
Costa Rica (2014) ·
Denemarken (2002) ·
Denemarken (2021) · 
Duitsland (2000) ·
Duitsland (2010) ·
Duitsland (2021) ·
Ecuador (2006) ·
Egypte (1990) ·
Frankrijk (1982) ·
Frankrijk (2012) ·
Frankrijk (2022) ·
Ierland (1990) · 
IJsland (2016) ·
Italië (1990) · 
Italië (2012) · 
Italië (2014) · 
Italië (2021) · 
Kameroen (1990) · 
Koeweit (1982) · 
Kroatië (2018) ·
Kroatië (2021) · 
Marokko (1986) · 
Nederland (1990) · 
Nigeria (2002) · 
Oekraïne (2012) · 
Oekraïne (2021) ·
Panama (2018) · 
Paraguay (1986) · 
Paraguay (2006) · 
Polen (1986) · 
Portugal (1986) · 
Portugal (2000) · 
Portugal (2006) · 
Roemenië (1998) ·
Roemenië (2000) ·
Rusland (2016) ·
Schotland (2021) ·
Senegal (2022) ·
Slovenië (2010) ·
Slowakije (2016) ·
Spanje (1982) ·
Spanje (2024) ·
Trinidad en Tobago (2006) ·
Tsjechië (2021) ·
Tsjecho-Slowakije (1982) ·
Tunesië (1998) ·
Tunesië (2018) ·
Uruguay (2014) ·
Verenigde Staten (2010) ·
Wales (2016) · 
West-Duitsland (1966) ·
West-Duitsland (1982) ·
West-Duitsland (1990) ·
Zweden (2002) ·
Zweden (2006) · 
Zweden (2012)
FPF · A-internationals · Selecties · Statistieken · Bondscoaches · Portugees vrouwenelftal · Olympisch elftal · Portugal U21 · Portugal U20 · Portugal U19 · Portugal U18 · Portugal U17 · Vrouwen U17
1921 – 1929 · 
1930 – 1939 · 
1940 – 1949 · 
1950 – 1959 · 
1960 – 1969 · 
1970 – 1979 · 
1980 – 1989 · 
1990 – 1999 · 
2000 – 2009 · 
2010 – 2019 · 
2020 – 2029
EK's: 1984 · 
1996 · 
2000 · 
2004 · 
2008 · 
2012 · 
2016 · 
2020 · 
2024
WK's: 1966 · 
1986 · 
2002 · 
2006 · 
2010 · 
2014 · 
2018 · 
2022
OS: 1928 · 
1996 · 
2004 · 
2016
1921 · 
1922 · 
1923 · 
1924 · 
1925 · 
1926 · 
1927 · 
1928 · 
1929 · 
1930 · 
1931 · 
1932 · 
1933 · 
1934 · 
1935 · 
1936 · 
1937 · 
1938 · 
1939 · 
1940 · 
1942 · 
1943 · 1944 · 
1945 · 
1946 · 
1947 · 
1948 · 
1949 ·
1950 · 
1951 · 
1952 · 
1953 · 
1954 · 
1955 · 
1956 · 
1957 · 
1958 · 
1959 ·
1960 · 
1961 · 
1962 ·
1963 ·
1964 · 
1965 · 
1966 · 
1967 · 
1968 · 
1969 ·
1970 · 
1971 · 
1972 · 
1973 · 
1974 · 
1975 · 
1976 · 
1977 · 
1978 · 
1979 ·
1980 · 
1981 · 
1982 · 
1983 · 
1984 · 
1985 · 
1986 · 
1987 · 
1988 · 
1989 · 
1990 · 
1991 ·
1992 · 
1993 · 
1994 · 
1995 · 
1996 · 
1997 · 
1998 · 
1999 · 
2000 · 
2001 · 
2002 · 
2003 · 
2004 · 
2005 · 
2006 · 
2007 · 
2008 · 
2009 · 
2010 · 
2011 · 
2012 · 
2013 ·
2014 ·
2015 ·
2016 ·
2017 ·
2018 ·
2019 ·
2020 ·
2021 ·
2022
Albanië ·
Algerije ·
Andorra ·
Angola ·
Argentinië ·
Armenië ·
Azerbeidzjan ·
België ·
Bolivia ·
Bosnië-Herzegovina ·
Brazilië ·
Bulgarije ·
Canada ·
Chili ·
China ·
Cyprus ·
DDR ·
Denemarken ·
Duitsland ·
Ecuador ·
Egypte ·
Engeland ·
Estland ·
Faeröer ·
Finland ·
Frankrijk ·
Gabon ·
Georgië ·
Ghana ·
Gibraltar ·
Griekenland ·
Hongarije ·
Ierland ·
IJsland ·
Iran ·
Israël ·
Italië ·
Ivoorkust ·
Joegoslavië ·
Kaapverdië ·
Kameroen ·
Kazachstan ·
Koeweit ·
Kroatië ·
Letland ·
Liechtenstein ·
Litouwen ·
Luxemburg ·
Malta ·
Marokko ·
Mexico ·
Moldavië ·
Mozambique ·
Nederland ·
Nieuw-Zeeland ·
Nigeria ·
Noord-Ierland ·
Noord-Korea ·
Noord-Macedonië ·
Noorwegen ·
Oekraïne ·
Oostenrijk ·
Panama ·
Paraguay ·
Polen ·
Qatar ·
Roemenië ·
Rusland ·
Saoedi-Arabië ·
Schotland ·
Servië ·
Slovenië ·
Slowakije ·
Sovjet-Unie ·
Spanje ·
Tsjechië ·
Tsjecho-Slowakije ·
Tunesië ·
Turkije ·
Uruguay ·
Verenigde Staten ·
Wales ·
Zuid-Afrika ·
Zuid-Korea ·
Zweden ·
Zwitserland
Angola (2006) ·
België (2021) ·
Brazilië (2010) · 
Denemarken (2012) ·
Duitsland (2006) ·
Duitsland (2008) ·
Duitsland (2012) ·
Duitsland (2014) ·
Duitsland (2021) ·
Engeland (2000) ·
Engeland (2006) ·
Frankrijk (2006) ·
Frankrijk (2016) ·
Frankrijk (2021)  ·
Ghana (2014) ·
Griekenland (2004, 2) · 
Hongarije (2021) · 
IJsland (2016) · 
Iran (2006) ·
Iran (2018) ·
Marokko (2018) ·
Marokko (2022) ·
Mexico (2006) ·
Nederland (2006) ·
Nederland (2012) ·
Oostenrijk (2016) · 
Spanje (2012) · 
Spanje (2018) ·
Tsjechië (2008) ·
Tsjechië (2012) · 
Turkije (2008) ·
Verenigde Staten (2014) ·
Uruguay (2018) ·
Zuid-Korea (2022) · 
Zwitserland (2008) · 
Zwitserland (2022)